# Orxan Əhmədov
Orxan Əli oğlu Əhmədov (ur. 19 lutego 1989) – azerski zapaśnik walczący w stylu klasycznym. Ósmy na mistrzostwach świata w 2013. Trzeci w Pucharze Świata w 2014 i siódmy w 2012. Brązowy medal na akademickich MŚ w 2010. Triumfator mistrzostw świata i Europy juniorów w 2009. Mistrz Azerbejdżanu w 2010, 2012 i 2013; trzeci w 2014 roku.